# 연지후
연지후(본명: 홍지혜, 1982년 10월 15일 ~ )은 대한민국의 트로트가수
지금 은 근황 모름

## 출연

### 드라마
- 2010년 KBS2 단막극 《KBS 드라마 스페셜 - 무서운 놈과 귀신과 나》
- 2010년 SBS 플러스 골프시트콤 《이글이글》
- 2011년 MBN 일일시트콤 《뱀파이어 아이돌》

### 진행
- 2012년 : TV조선 《동고동락》
- 2012년 : KNN 《맛있는 아시아 푸드헌터》
- 2013년 : MBC 퀸 《별이 빛나는 카페》

## 데뷔
- 2011년 EP 앨범 '언니가 간다' 데뷔

## 음반
- 2011년 미니앨범 1집 - 언니가 간다
- 2015년 미니앨범 2집 - OK OK
- 2018년 싱글 1집 - 아기자기 내 사랑

## 수상
- 2014년 제20회 대한민국 연예예술상 성인가요 신인상
- 2015년 MBC가요베스트 대제전 신인가수상